# Johan Rathje
Johan Frederik Rathje (ur. 26 września 1915 w Svendborgu, zm. 21 sierpnia 1996 w Aarhus) – duński żeglarz, olimpijczyk.
Na regatach rozegranych podczas Letnich Igrzysk Olimpijskich 1948 wystąpił w klasie Swallow zajmując 5. pozycję. Załogę jachtu Denmark tworzył z nim Naalli Petersen.